# Tournoi des As (basket-ball)
Pour les articles homonymes, voir Tournoi des As.
Le Tournoi des As est une compétition de basket-ball qui se déroulait en France entre 1988 et 1993.
Le Tournoi renaît en 2003 sous une forme plus propice à la promotion de la Ligue nationale de basket sous la dénomination de Semaine des As.

## Principe
Le Tournoi des As rassemblait sur un même lieu les quatre meilleures équipes à l'issue de la saison régulière. Il se déroulait sur 2 jours.
Les demi-finales opposaient le premier jour, le premier de la saison régulière contre le 4e, et le 2e contre le 3e. Le lendemain, les vaincus de la veille s'affrontaient pour la 3e place, et les vainqueurs s'affrontaient en finale.
Il est renommé Semaine des As lors de sa dernière édition en 1993, en raison de son élargissement de 4 à 8 équipes.

## Palmarès
| Saison | Vainqueur     | Finaliste     | Score   |
| ------ | ------------- | ------------- | ------- |
| 1993   | EB Pau-Orthez | Cholet Basket | 71 – 58 |
| 1992   | EB Pau-Orthez | CSP Limoges   | 83 – 75 |
| 1991   | EB Pau-Orthez | CSP Limoges   | 68 – 65 |
| 1990   | CSP Limoges   | Cholet Basket | 87 – 84 |
| 1989   | Mulhouse BC   | Cholet Basket | 82 – 80 |
| 1988   | CSP Limoges   | Cholet Basket | 88 – 85 |